# Orchipedum
Orchipedum é um género botânico pertencente à família das orquídeas (Orchidaceae).

## Espécies
1. Orchipedum echinatum Aver. & Averyanova, Komarovia 4: 29 (2006).
2. Orchipedum plantaginifolium Breda, Gen. Sp. Orchid. Asclep. 2: t. 5 (1827).
3. Orchipedum wenzelii (Ames) J.J.Sm., Blumea 1: 214 (1934).